# Live au Théâtre des Champs-Élysées
Albums de William Sheller
Les machines absurdes
(2000) Épures
(2004)
Live au Théâtre des Champs-Élysées est le 5e album live de William Sheller sorti en 2001.

## Titres
| Disque n°1 | Disque n°1                      | Disque n°1 | Disque n°1 | Disque n°1 | Disque n°1 | Disque n°1 | Disque n°1 | Disque n°1 | Disque n°1 |
| No         | Titre                           | Durée      |            |            |            |            |            |            |            |
| ---------- | ------------------------------- | ---------- | ---------- | ---------- | ---------- | ---------- | ---------- | ---------- | ---------- |
| 1.         | Symphoman                       | 6:32       |            |            |            |            |            |            |            |
| 2.         | Moondown                        | 4:20       |            |            |            |            |            |            |            |
| 3.         | Indies (Les millions de singes) | 4:43       |            |            |            |            |            |            |            |
| 4.         | Les orgueilleuses               | 3:26       |            |            |            |            |            |            |            |
| 5.         | To You                          | 2:40       |            |            |            |            |            |            |            |
| 6.         | Centre-ville                    | 3:18       |            |            |            |            |            |            |            |
| 7.         | Un endroit pour vivre           | 3:45       |            |            |            |            |            |            |            |
| 8.         | Les enfants sauvages            | 4:42       |            |            |            |            |            |            |            |
| 9.         | C'est l'hiver demain            | 4:16       |            |            |            |            |            |            |            |
| 10.        | Relâche                         | 4:58       |            |            |            |            |            |            |            |
| 91:21      |                                 |            |            |            |            |            |            |            |            |

| 1.  | Le témoin magnifique             | 8:33 |
| 2.  | Genève                           | 4:13 |
| 3.  | Un archet sur mes veines         | 3:44 |
| 4.  | Parade (Le bel adieu)            | 4:11 |
| 5.  | La maison de Mara                | 2:04 |
| 6.  | Une chanson qui te ressemblerait | 3:03 |
| 7.  | Chamberwood (La vilaine maison)  | 3:00 |
| 8.  | Le capitaine                     | 4:01 |
| 9.  | Excalibur                        | 7:14 |
| 10. | Rock'n'dollars                   | 3:05 |
| 11. | Chanson lente                    | 5:33 |